# جون ريديت
جون سايرز ريديت (بالإنجليزية: John Sayers Redditt) (4 أبريل 1899 – 13 أبريل 1973) كان سياسيًا ورجل أعمال أمريكيًا من ولاية تكساس. شغل عضوية مجلس شيوخ تكساس عن المقاطعة الثالثة، وكان ينتمي إلى الحزب الديمقراطي.

## المسيرة السياسية
خلال فترة عضويته في مجلس شيوخ تكساس، مثّل ريديت المقاطعة التشريعية الثالثة، وساهم في دعم مشاريع تنموية محلية وتشريعات اقتصادية مرتبطة بالبنية التحتية والموارد الطبيعية في شرق تكساس، خصوصًا في مقاطعة أنجلينا والمناطق المجاورة.

## الحياة المهنية والشخصية
إلى جانب عمله السياسي، كان ريديت رجل أعمال نشطًا في مجالات التجارة والخدمات في منطقته المحلية. اشتهر بعلاقاته الواسعة مع مجتمعه ودعمه للقضايا الزراعية والتنموية.

## الوفاة
توفي جون ريديت في 13 أبريل 1973 عن عمر يناهز 74 عامًا، بعد حياة مهنية طويلة في العملين السياسي والتجاري.